# الجنتل (فلم)
الجنتل فيلم دراما مصري من إنتاج سنة 1996. الفيلم من إخراج علي عبد الخالق، وتأليف عصام الشماع، وإنتاج هاني جرجس فوزي، ومن بطولة ومحمود عبد العزيز، ومحمد سعد، وبوسي، وإلهام شاهين، سامي سرحان.

## ملخص القصة
رشاد عجلاتي فقير، يرعى شهرزاد التي يحبها وأختها سعاد التي تحبه، وخلال عودة ثلاثتهم للقاهرة بعد هروب سعاد إلى أسيوط، يلتقون برجل ثري يحتضر داخل سيارته بعد اصابته بطلق ناري، ويطلب توصيل حقيبة بها 2 مليون جنيه إلى امرأة تدعى سهير بقرية على الساحل الشمالي، وتحدث بعض المواقف تؤدي إلى وقوع المال في البحر، لكنه إستطاع أن ينقذ بعضًا منه، وتزوج حبيبته.

## طاقم التمثيل
- محمود عبد العزيز بدور رشاد الجنتل[3]
- محمد سعد بدور غراب
- بوسي بدور شهرزاد
- إلهام شاهين بدور سعاد
- سامي سرحان بدور عربي
- فؤاد خليل بدور السكران في الحفلة
- جليلة محمود بدور زوجة أبو رشاد
- هشام مجدي بدور حمام - طفل
- أحمد شاكر عبد اللطيف بدور ثروت
- حاتم نافع بدور زوج زوجة أبو رشاد الجنتل
- منى جلال بدور جارة سعاد وشهرزاد
- ليلى مجدي
- ماجدة كامل
- عزت المشد
- سيد مصطفى
- عريان سيدهم
- سميرة بيومي

## وصلات خارجية
- مقالات تستعمل روابط فنية بلا صلة مع ويكي بيانات